# Kisongo
Kisongo ist ein Verwaltungsbezirk (Ward) des Distrikts Arusha DC in der tansanischen Region Arusha.

## Geografie
Kisongo liegt im Norden von Tansania, etwa 20 Kilometer westlich von Arusha am südlichen Abhang des Monduli Mountain. Die tiefsten Teile im Süden liegen etwa 1300 Meter über dem Meer, nach Norden steigt das Gebiet Richtung Monduli Mountain auf etwa 1600 Meter an.
Das Klima in Kisongo ist gemäßigt warm, Cwa nach der effektiven Klimaklassifikation. Im Jahresdurchschnitt regnet es 1185 Millimeter. Mehr als 100 Millimeter im Monat fallen in den Monaten November bis April, trocken ist die Zeit von Juni bis August mit Niederschlagen von jeweils weniger als 20 Millimetern. Die Durchschnittstemperatur schwankt zwischen 17,1 Grad Celsius im Juli und 22,9 Grad im Februar.
Der Bezirk hat eine Fläche von 60 Quadratkilometern. Bei der Volkszählung 2022 lebten hier 12.519 Menschen in 2939 Haushalten.

## Gliederung
Der Bezirk besteht aus vier Gemeinden (Mtaa) mit zwölf Orten (Kitongoji):
| Engorora - Engorora Kati - Losinoni - Ematasya | Ilkerin - Ilkerin Juu - Parselian - Naromuru | Lesiraa - Lesiraa - Losingira - Bwawani - Mteelelu | Lovilukuny - Lovilukuny - Loongululu |

## Wirtschaft und Infrastruktur
- Gesundheit: In Kisongo befinden sich ein privates Gesundheitszentrum[8] und vier Apotheken, die ebenfalls alle privat betrieben werden.[9][10][11][12]
- Verkehr: Die asphaltierte Nationalstraße T5, die von Arusha westwärts zum Manyara-See führt, verläuft durch den Bezirk.[13]